# Layli Miller-Muro
Layli Miller-Muro (1972) é uma advogada e activista norte-americana defensora dos direitos humanos das mulheres.  Em 1996 conseguiu que a Junta de Apelações de Imigração dos Estados Unidos concedesse asilo à activista togolesa Fauziya Kasinga criando um precedente nacional que mudou a lei de asilo por razão de género em Estados Unidos. Posteriormente foi fundadora e directora executiva do Tahirih Justice Center, uma organização sem fins lucrativos dedicada a proteger as mulheres dos abusos de direitos humanos tais como a violação, a mutilação genital feminina, a violência doméstica, o tráfico de pessoas e o casamento forçado.